# Área Natural de Manejo Integrado San Matías
Área Natural de Manejo Integrado San Matías (ANMI) es un área protegida de Bolivia ubicada en el Departamento de Santa Cruz.

## Geografía
Se ubica al este del departamento de Santa Cruz de Bolivia. Con 2.918.500 hectáreas, se extiende por las provincias de Ángel Sandoval, Germán Busch, Chiquitos y Velasco, en los municipios de San Matías, Puerto Suárez, Puerto Quijarro, San José de Chiquitos y San Rafael. Limita al este con Brasil. Es la segunda área protegida más grande de Bolivia.

## Historia
Durante la instalación de un gasoducto a través del ANMI, se encontró un gran conjunto de piezas precolombinas que datan de los años 1000 al 1500. Existen pinturas rupestres cerca de la Laguna La Gaiba, al norte de la carretera de El Carmen a Puerto Suárez, y al norte de la zona de Navidad y Las Petas. 
Los pueblos indígenas de esta zona son los ayoreos y los chiquitanos.
El área fue protegida por primera vez bajo el Decreto Supremo 24124 el 21 de septiembre de 1995 como Área de Inmovilización-Reserva Biológica San Matías (una designación del Departamento de Santa Cruz), con un tamaño de 900.000 ha.  El 31 de julio de 1997 el Decreto Supremo 24734 renombró, reorganizó y amplió el Área Natural, ampliándola hasta su extensión actual.
Durante los incendios forestales masivos que azotaron Bolivia en 2021, esta ANMI fue la más afectada de todas las áreas protegidas: 697.929 hectáreas se habían quemado hasta 2021. 916.486 hectáreas se quemaron en el Municipio San Matías. 

## Flora
Se han identificado dieciséis asociaciones florales (naturales) principales en el ANMI.  También existen hábitats antropogénicos y aguas abiertas.
- Cuatro tipos de bosques secos chiquitanos.
- Selva tropical en el fondo de los cañones.
- Matorrales del Cerrado
- Sabana abierta y sabana inundada temporalmente
- Taraquizal - un tipo de bosque pantanoso.
- Taropal - Esteras flotantes de vegetación, Eichornia spp. Se conocen localmente como tarope.
- Colchal - Pastizales, con tapetes flotantes de vegetación (Salvinia auriculata), dominados por Oxycaryum cubense y Eleocharis acutangula.
- Camalotal - Dominado por nenúfares y plantas acuáticas subacuáticas, especialmente Nymphoides grayana, Nymphaea amazonum y Cabomba furcata.
- Junquillar - Lechos florísticamente pobres de Thalia geniculata y Cyperus giganteus.
- Arrocillar.- Hábitat tipo pantanal, 'arrozales', dominado por gramíneas, especialmente el arroz silvestre Oryza latifolia y Leersia hexandra.
- Palmitos dominados por Copernicia alba con lianas de Machaerium hirtum y una cubierta vegetal de Sporobolus indicus.

## Fauna

### Pájaros
La paraba jacinta (Anodorhynchus hyacinthinus) es considerada un símbolo emblemático de la región.  Se cree que la mayor parte de la población boliviana de este gran loro se encuentra en esta área natural, aunque es probable que se distribuya hacia el norte. Se les puede observar con mayor frecuencia en los ranchos ganaderos del ANMI. Cada 6 de agosto se celebra en el pueblo de San Fernando un festival anual de guacamayos. Es probable que la población esté aumentando, ya que el área de distribución se está expandiendo y hay más avistamientos.
Además la paraba jacinta, otras aves que se encuentran en la regióní son el piyo (Rhea americana), la cigüeña Jabiru mycteria, un paujón llamado pava mutún (Mitu tuberosa), Paroaria coronata (un cardenal), Chloroceryle amazona (un martín pescador), el águila arpía (Harpia harpyja) y el águila Buteogallus urubitinga. En el ANMI se registraron 310 especies de aves hasta el año 2018.  La reserva ha sido designada área importante para la conservación de las aves (IBA) por BirdLife International porque sustenta poblaciones significativas de muchas especies. 

### Mamíferos
Los mamíferos típicos del ANMI San Matías son la nutria gigante Pteronura brasiliensis, el venado o ciervo de los pantanos (Blastocerus dichotomus), el venado de las pampas (Ozotoceros bezoarticus), el manechi o mono carayá negro (Alouatta caraya) y los pecaríes pecarí (Tayassu pecari) y taitetú (T. tajacu). Otras de las 90 especies que se han reportado como presentes son el tigre o jaguar (Panthera onca), el ocelote (Leopardus pardalis), el lobo de crin o borochi (Chrysocyon brachyurus), la danta (Tapirus terrestris), el huaso (Mazama americana) y la orina (Mazama gouazoubira) venado, jochi calucha o agouti (Dasyprocta punctata), jochi pintado o la paca (Cuniculus paca), el pejichi o armadillo gigante (Priodontes maximus) y el armadillo tatú Dasypus novemcinctus. Hay ocho especies presentes que están incluidas en el Libro Rojo de la Fauna Silvestre de Bolivia 2009. Dos de ellas están en peligro de extinción, el murciélago Lonchorhina aurita y la nutria gigante, y las otras seis son consideradas vulnerables : el ciervo de los pantanos, el venado de las pampas, el jaguar, el tapir, el aguará guazú, el armadillo gigante y el armadillo Tolypeutes matacus (tatú bola). 

### Reptiles y anfibios
Los reptiles típicos que se encuentran aquí son el yacaré o caimán Caiman yacare, las tortugas Chelonoidis carbonaria y Chelonoidis denticulata, el sicurí (anaconda) Eunectes notaeus, la Boa constrictor y la serpiente de cascabel Crotalus durissus. En el ANMI se registraron 42 especies de anfibios y 49 de reptiles hasta el año 2018.  La población de yacaré en el ANMI San Matías es explotada por su piel según un programa de sacrificio sostenible, en colaboración con WWF Bolivia, considerado el primero de su tipo en Bolivia.  Los lugareños suelen cazar estos animales para utilizarlos en la cocina tradicional.

### Peces
Se encuentra el gran bagre Zungaro jahu. En el ANMI se registraron 128 especies de peces en el año 2018. 

## Habitantes
Cuando se elaboró el primer plan de manejo del área, en el parque existían 155 propiedades, la mayoría eran ranchos ganaderos, con un estimado de 100.000 cabezas de ganado en el ANMI. Hay nueve concesiones forestales dentro del parque, una de ellas en el centro. En el ANMI residen aproximadamente 6.000 personas, de las cuales la mayoría son menores de 15 años. Estos viven en 17 comunidades y la mayoría son de etnia Ayoreo y Chiquitano. En la zona de amortiguamiento alrededor del ANMI hay numerosas localidades de unos pocos miles de habitantes.

## Gestión
El director es Marcel Caballero, biólogo, desde 2018.

## Turismo
La estación seca (de junio a noviembre) es el mejor momento para el turismo, ya que la tierra no se inunda y los caminos son estables. 
Se puede llegar desde Santa Cruz por carretera, aire o barco. El camino discurre por las localidades de San José de Chiquitos, Roboré, El Carmen y Puerto Suárez. Se dice que el camino de Roboré a San Matías es una ruta escénica. Hay vuelos diarios desde Santa Cruz a Puerto Suárez, y hay tres pueblos mucho más cercanos con pistas de aterrizaje para avionetas en la zona: Rincón del Tigre, Santo Corazón y San Fernando. También hay un tren que sale diariamente desde Santa Cruz hacia Puerto Quijarro, pasando por San José de Chiquitos, Roboré, El Carmen Rivero Tórrez y Puerto Suárez. 
Hay un poblado al este del ANMI, Santo Corazón, donde los turistas pueden conocer gente ayorea y chiquitana 